# Нью-Мілфорд (Нью-Джерсі)
Нью-Мілфорд (англ. New Milford) — місто (англ. borough) в США, в окрузі Берген штату Нью-Джерсі. Населення — 16 923 особи (2020).

## Географія
Нью-Мілфорд розташований за координатами 40°56′3″ пн. ш. 74°1′10″ зх. д. / 40.93417° пн. ш. 74.01944° зх. д. (40.934161, -74.019453).  За даними Бюро перепису населення США в 2010 році місто мало площу 5,98 км², з яких 5,89 км² — суходіл та 0,09 км² — водойми.

## Демографія
Згідно з переписом 2010 року, у селищі мешкала 16 341 особа в 6141 домогосподарстві у складі 4207 родин. Було 6362 помешкання
Расовий склад населення:
| - 70,5 % — білих - 19,4 % — азіатів - 3,7 % — чорних або афроамериканців - 0,1 % — корінних американців - 3,6 % — осіб інших рас |

До двох чи більше рас належало 2,6 %. Частка іспаномовних становила 13,6 % від усіх жителів.
За віковим діапазоном населення розподілялося таким чином: 20,8 % — особи молодші 18 років, 63,4 % — особи у віці 18—64 років, 15,8 % — особи у віці 65 років та старші. Медіана віку мешканця становила 41,6 року. На 100 осіб жіночої статі у селищі припадало 94,1 чоловіків;  на 100 жінок у віці від 18 років та старших — 91,0 чоловіків також старших 18 років.
Середній дохід на одне домашнє господарство  становив 98 818 доларів США (медіана — 78 077), а середній дохід на одну сім'ю — 113 426 доларів (медіана — 102 086). Медіана доходів становила 60 913 долари для чоловіків та 53 505 доларів для жінок. За межею бідності перебувало 7,0 % осіб, у тому числі 10,6 % дітей у віці до 18 років та 4,2 % осіб у віці 65 років та старших.
Цивільне працевлаштоване населення становило 8582 особи. Основні галузі зайнятості: освіта, охорона здоров'я та соціальна допомога — 29,5 %, роздрібна торгівля — 12,6 %, науковці, спеціалісти, менеджери — 11,2 %.